# Панасівка (Самарівський район)
Пана́сівка — село в Україні, в Перещепинській міській громаді Самарівського району Дніпропетровської області. Населення за переписом 2001 року становить 991 особу.

## Географія
Село Панасівка розташоване на правому березі річки Багатенька, яка через 2 км впадає в Оріль, вище за течією на відстані 3 км— село Михайлівка, на протилежному березі — Багате. Поруч проходить автомобільна дорога Т 0412.

## Історія
Село було зимівником курінного отамана й згодом полковника Орільської паланки Запорозької Січі Опанаса Ковпака. Після руйнації Січі він оселив запорозьких козаків на своїй землі; на свої кошти побудував церкву й школу.
1886 року тут мешкало 252 осіб, було 38 дворів, волосне правління, 2 православні церкви, цегляний завод, магазин. Слобода Панасівка була центром Панасівської волості.

## Населення

### Мова
Розподіл населення за рідною мовою за даними перепису 2001 року:
| Мова       | Кількість | Відсоток |
| ---------- | --------- | -------- |
| українська | 939       | 94.75%   |
| російська  | 52        | 5.25%    |
| Усього     | 991       | 100%     |

## Економіка
- Панасовський будинок-інтернат для літніх людей та інвалідів.
- ФГ «Фортуна».

## Об'єкти соціальної сфери
- Школа.
- Амбулаторія.

## Постаті
- Куденьчук Іван Миколайович (1983—2014) — сержант Збройних сил України, учасник російсько-української війни, загинув у боях за Іловайськ.